# II. Dárajavaus perzsa király
II. Dárajavaus (görög Δαρειος, II. Dareiosz Nothosz, óperzsa 𐎭𐎼𐎹𐎺[𐏃, Dārayava(h)uš, újperzsa داریوش, Dāriyūš [dɔːriˈuːʃ], Kr. e. 475 körül – Kr. e. 404. április 1./2./3.) perzsa király Kr. e. 424-től haláláig.

## Élete

### Trónralépte
Dárajavaus I. Artakhsaszjá és egy Koszmartidené nevű babiloni nő fiaként született, trónralépte előtt a Vahuka (görögül Ókhosz) nevet viselte. Elűzte és megölte bátyját, Sogdianost és maga ült a trónra (Kr. e. 424). 

### Uralkodása
Uralkodása idején egészen alattomos és kegyetlen nőtestvére és egyúttal felesége, Pariszatisz befolyása alatt állott. Csellel és megvesztegetéssel több szatrapa lázadását elfojtotta ugyan, de Amonardisz felkelése következtében Egyiptom több mint 60 esztendőre elszakadt a Birodalomtól.
Országlása idejében a perzsák – Tisszophernész, Elő-Ázsia szatrapája, és ennek utódja, az ifjabb Kurus révén – beleavatkoztak a peloponnészoszi háború dúlta Görögország életébe is.

### Halála
Dárajavaust Babilonban érte a halál anélkül, hogy amint Parüszatisz kívánta, a trónt annak kedvenc fiára, Kurusra hagyta volna. Így legidősebb fia, II. Artakhsaszjá követte a trónon.